# كويكب نوع-O
الكويكبات من النوع أو , (O-type) هي كويكبات نادرة لها طيف مشابه للكويكب غير الاعتيادي بوزنيمكوفا 3628 , وهو أفضل مثال يمكنه أن يمثل النيازك الكوندريتية من النوع أل 6 والنوع أل أل 6.
طيف هذا النوع له خاصية امتصاص عميق للموجة 0.75.